# Ка дел'Аљо (Верона)
Ка дел'Аљо је насеље у Италији у округу Верона, региону Венето.
Према процени из 2011. у насељу је живело 22 становника. Насеље се налази на надморској висини од 36 м.